# Tessel·lació quadrada
En geometria, una tessel·lació quadrada és una de les tres tessel·lacions regulars del pla euclidià en la qual quatre quadrats incideixen en un vèrtex. Té un símbol de Schläfli de {4,4}. Conway l'anomena quadrilla.
És una de les tres tessel·lacions regulars del pla; les altres dues són la tessel·lació triangular i la tessel·lació hexagonal.